# Бутадиен-нитрильный каучук

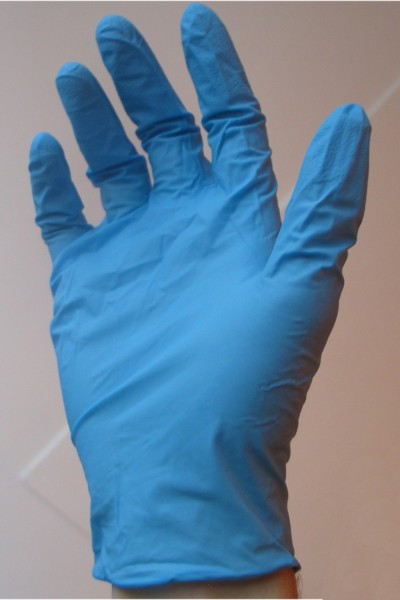
Нитриловая перчатка, применяемая в медицине

Бутадиен-нитрильный каучук (БНК или НБК, NBR) — синтетический полимер, продукт радикальной сополимеризации бутадиена с акрилонитрилом (НАК) в водной эмульсии при 30 °С (высокотемпературные) и при 5 °С (низкотемпературные).
Низкотемпературные СКН обладают лучшими технологическими свойствами, чем высокотемпературные, а их вулканизаты— хорошими физико-механическими свойствами.
Молекулы СКН состоят из статистически чередующихся звеньев бутадиена и НАК:
—[-CH2-CH=CH-CH2-]n — [-CH2-CH(CN)-]m—
Содержание 1,2-звеньев бутадиена не превышает 10 % и уменьшается с увеличением количества присоединенного НАК.
В СССР выпускали каучуки с низким (17—20 %), средним (27—30 %), высоким (36—40 %) и очень высоким (50 %) содержанием НАК, которые соответственно обозначаются: СКН-18, СКН-26, СКН-40, СКН-50.
В России бутадиен-нитрильные каучуки - СКН/NBR и БНКС, выпускает Красноярский завод СК компании СИБУР.

## Физические свойства
Физические свойства БНК существенно зависят от содержания НАК. Бутадиен-нитрильные каучуки хорошо растворяются в кетонах, ароматических и хлорированных углеводородах, сложных эфирах и очень плохо в алифатических углеводородах и спиртах.
С увеличением содержания в полимере связанного НАК существенно увеличивается межмолекулярное взаимодействие между цепями полимера и плотность, повышается температура стеклования, снижаются диэлектрические свойства, уменьшается растворимость в ароматических растворителях и увеличивается стойкость к набуханию в алифатических углеводородах.

## Технологические свойства
В зависимости от условий регулирования процесса полимеризации БНК выпускают с различными пластоэластическими свойствами:
Очень жесткие (твердые) -с жесткость по Дефо 21,5 −27,5 Н или вязкостью по Муни выше 120 усл. ед.;
Жесткие -с жесткостью по Дефо 17,5-21,5 Н или вязкостью по Муни 90-120 усл. ед.;
Мягкие -с жесткостью по Дефо 7,5-11,5 Н или вязкостью по Муни 50-70 усл. ед.
В соответствии с этим к обозначению каучука добавляют букву Т -для очень жестких каучуков или М -для мягких. Для каучуков получаемых в присутствии алкилсульфонатов в качестве эмульгаторов, к обозначению каучука добавляется буква С. Например, СКН-18МС обозначает, что каучук содержит около 18 % связанного НАК, мягкий (за счет пониженном молекулярной массы), получен в присутствии биологически разлагаемого алкилсульфонатного эмульгатора.
Переработка БНК затруднена из-за высокой жесткости, обусловленной большим межмолекулярным взаимодействием. Обрабатываемость каучуков различных марок зависит от их исходной вязкости, а также от содержания нитрильных групп. Для всех каучуков жестких типов необходима предварительная пластикация, причем наиболее эффективна механическая пластикация на вальцах при температуре 30-40 С.
По скорости пластикации БНК могут быть расположены в следующий ряд: СКН-40>СКН-26>СКН-18. Термоокислительная деструкция БНК малоэффективна и не находит практического применения. Существенные трудности возникают при изготовлении резиновых смесей на основе БНК в резиносмесителях, так как при этом вследствие повышенного теплообразования развиваются высокие температуры, которые приводят к повышению жесткости смесей из-за подвулканизации или термоструктурирования каучука.
Обычно применяются многостадийные режимы смешения с охлаждением и вылежкой маточных смесей между стадиями.
Резиновые смеси,  на основе БНК обладают незначительной конвекционной клейкостью. Формование смесей затруднено вследствие высокой жесткости и большого эластического восстановления.
Каучуки, полученные низкотемпературной полимеризацией, имеют лучшие технологические свойства по сравнению с каучуками «горячей» полимеризации.

## Вулканизация
Бутадиен-нитрильные каучуки могут вулканизоваться серой в присутствии ускорителей серной вулканизации, а также тиурамами, органическими перекисидами, алкилфенолформальдегидными смолами, хлорорганическими соединениями. Вулканизацию проводят при температурах 140—190оС. При вулканизации наблюдается большое плато вулканизации. С повышением содержания связанного НАК скорость вулканизации увеличивается.
Так как БНК не кристаллизуются при деформации, ненаполненные резины на их основе характеризуются низкими прочностными показателями и практического значения не имеют.
Качество каучуков оценивают по свойствам вулканизатов стандартных смесей следующего состава:
| Содержание,         | масс. | частей |
| ------------------- | ----- | ------ |
| СКН-18              | 100,0 | -      |
| СКН-26, СКН-40      | -     | 100,0  |
| Сера                | 2,0   | 1,5    |
| Оксид цинка         | 5,0   | 5,0    |
| Меркаптобензитиазол | 1,5   | 0,8    |
| Технический углерод | 50,0  | 45,0   |
| Стеариновая кислота | 1,5   | 1,5    |

Каучук с ингредиентами смешивают на лабораторных вальцах при температуре валков 30-40оС. Общая продолжительность смешения 41 мин, из них в течение 15 мин проводят пластификацию каучука. Продолжительность вулканизации резиновых смесей, приготовленных по стандартному рецепту при 142±1оС, составляет 50-60 мин. Предел прочности ненаполненных вулканизатов стандартных смесей не превышает 5-6 МПа.

## Свойства вулканизатов
Основные свойства резин на основе БНК зависят от содержания в них связанного НАК. С увеличением содержания повышаются прочностные свойства, твердость, износостойкость, стойкость к набуханию в алифатических углеводородах и стойкость к тепловому старению. В то же время существенно снижаются эластичность и морозостойкость, повышается теплообразование при многократных деформациях.
Резины на основе БНК отличаются высоко стойкостью к набуханию в алифатических углеводородах, жирах и растительных маслах, но сильно набухают в полярных, ароматических и хлорсодержащих органических соединениях.
Одним из существенных преимуществ резин на основе БНК по сравнению с резинами на основе НК, СКИ-3, СКС-30 является их более высокая стойкость к тепловому старению, что объясняется образованием при окислении промежуточных продуктов, являющихся ингибиторами окисления.
Резины на основе БНК имеют хорошую адгезию к латунированному металлу и приближаются в этом отношении к резинам из НК. Прочность крепления их к алюминию и его сплавам, стали, чугуну, латуни, бронзе, цинку, магнию выше прочности самого вулканизата.
БНК можно применять в комбинации с натуральным, изопреновым, бутадиеновым и бутадиен-стирольным каучуками, которые вводятся для улучшения технологических свойств смесей и повышения морозостойкости вулканизатов. Совмещение их с этиленпропиленовыми и хлоропреновыми каучуками улучшает озоностойкость и стойкость к тепловому старению, а совмещение с тиоколами, поливинилхлоридом, фторкаучуками и фенолформальдегидными смолами улучшает масло- и бензостойкость, озоностойкость.

## Применение
Основной областью применения каучуков СКН является производство различных маслобензостойких резиновых технологических изделий – рукавов, прокладок, сальников, бензотары, обкладок различных валков и т.д., применяемых в автомобильной, нефтяной, полиграфической и других отраслях промышленности.
Каучуки используются для изготовления теплостойких резиновых изделий, предназначенных для работы в воде, маслах, растворителях и некоторых других средах при температурах до 150˚С. Каучуки СКН находят так же применение в обкладочных кислото- и щелочестойких резинах, особенно если к ним одновременно предъявляются требования стойкости к неполярным углеводородам.
Бутадиен-нитрильные каучуки в сочетании с ацетиленовой сажей можно применять для изготовления токопроводящих резин.
На основе СКН изготовляются тепло- и маслостойкие эбониты с хорошими механическими свойствами. Смеси СКН с поливинилхлоридом применяются для изготовления огнестойких и стойких к агрессивным средам покрытий.
Благодаря высокой стойкости к действию масел и других агрессивных агентов, БНК нашли широкое применение для изготовлениях различных маслобензостойких резиновых технических изделий — прокладок, рукавов, колец, манжет, сальников, технических пластин МБС, бензотары и др.
Каучуки используются для производства изоляционных и электропроводящих резин, каблуков и подошв обуви, клеев и эбонитов, защитных покрытий, стойких в агрессивных средах.